# War (musikalbum)
War är titeln på U2:s tredje studioalbum, utgivet den 28 februari 1983, och blev deras kommersiella genombrott.
Då föregångaren October sålde sämre än vad bandet räknat med, kände U2 en press på sig att få till något av ett genombrott. Man provade olika producenter men återgick till Steve Lillywhite, som producerat både Boy och October.
Trots titeln som betyder krig handlar albumet om fred. Enligt Bono så är Surrender det huvudsakliga temat för albumet. Till exempel det berömda öppningsspåret Sunday Bloody Sunday tar inte ställning avseende konflikten i Nordirland, utan konstaterar att det pågått allt för länge och att man vill se ett slut på terrorn och dödandet. Under War Tour fanns också vita flaggor på scenen. Flera andra konflikter i världen var aktuella vid den här tiden: i Mellanöstern, Sydafrika och Falklandskriget, vilket bidrog till både text och musik.
Bono har beskrivit albumet som: War är mer rätt för sin tid än någon annan skiva. Den är ett slag i ansiktet på tuggummipopen. Alla andra blir mer och mer stilorienterade, mer och mer likriktade. John Lennon hade rätt om den typen av musik: han kallade den 'tapetmusik'. Mycket snygg, mycket väldesignad, musik att äta frukost till.
Liksom på October använde sig U2 av "udda" instrument: violin på Sunday Bloody Sunday, Drowning Man och trumpet på Red Light. Dessutom en bakgrundskör på Surrender och Red Light.
War sålde bra och stack ut vid en jämförelse med övriga album på topplistorna under denna tid. Den gick direkt in på förstaplatsen i Storbritannien och låg kvar på listan i nästan tre år. I USA stannade War 60 veckor på Billboards topp 100-lista.

## Låtlista
All musik skriven av U2, texter av Bono.
1. "Sunday Bloody Sunday" – 4:40
2. "Seconds" – 3:10
3. "New Year's Day" – 5:35
4. "Like a Song..." – 4:46
5. "Drowning Man" – 4:14
6. "The Refugee" – 3:40 (producerad av Bill Whelan)
7. "Two Hearts Beat as One" – 4:03
8. "Red Light" – 3:46
9. "Surrender" – 5:34
10. "40" – 2:35